# Rodeiro
Rodeiro este un oraș în Minas Gerais (MG), Brazilia.